# Лучинино
Лучинино — посёлок в Грязовецком районе Вологодской области.
Входит в состав Комьянского муниципального образования, с точки зрения административно-территориального деления — в Ведерковский сельсовет.
Расстояние до районного центра Грязовца по автодороге — 49 км.

## История
В 1966 г. указом президиума ВС РСФСР поселок фермы № 2 совхоза «Бушуиха» переименован в Лучинино.

## Население
| 2010 |
| ---- |
| 0    |